# Franciszek Wójcikiewicz
Franciszek Ryszard Wójcikiewicz (ur. 1 marca 1933 w Warszawie, zm. 11 lutego 2016 w Gliwicach) – polski skoczek spadochronowy, instruktor spadochronowy i szybowcowy, pilot samolotowy I klasy. Honorowy Członek Aeroklubu Gliwickiego. Ponadto członek Stowarzyszenia Inżynierów i Techników Górnictwa, Ligi Ochrony Przyrody, PTTK i Honorowy Dawca Krwi.

## Działalność sportowa
Działalność sportową Franciszka Wójcikiewicza podano za: Franciszek Wójcikiewicz, Moje wspomnienia lotnicze, 2004, s. 1–40.
W latach 1953–1955 był Zastępcą Kierownika Aeroklubu Śląskiego ds. Politycznych, a w latach 1955–1975 członek Aeroklubu Gliwickiego.
W 1952 uczestniczył w teoretycznym kursie lotniczym, który był organizowany w Technikum Mechanicznym przy ulicy Kozielskiej 1 w Gliwicach do którego uczęszczał. W maju 1952 podczas wyjazdu do Katowic organizowanego przez Ligę Lotniczą Oddział Gliwice, został przeszkolony w skokach z wieży spadochronowej i nauce układania spadochronów. W czerwcu 1952 został skierowany przez Gliwicki Zarząd Ligi Lotniczej, na kurs spadochronowy do Centrum Wyszkolenia Spadochronowego w Nowym Targu. Turnus rozpoczął się 5 czerwca 1952 (przydzielony został do grupy inst. Jacka Haszlakiewicza), a zakończył 20 czerwca 1952. 17 czerwca 1952 wykonał pierwszy skok spadochronowy metodą Na linę z wysokości 600 m na lotnisku w Nowym Targu, z samolotu CSS-13, pilotowanego przez Czesława Bieszczada. 27 czerwca 1952 już jako członek Aeroklubu Śląskiego wykonał pierwszy skok na wolny uchwyt z opóźnieniem 3 s. Zabezpieczeniem był półautomat sprężynowy produkcji radzieckiej PPD-2. W Nowym Targu ukończył jako eksternista kurs instruktorów spadochronowych, który zakończył się egzaminem państwowym, a 31 marca 1953 otrzymał uprawnienia Instruktora Spadochronowego I stopnia i powierzono mu w Aeroklubie Śląskim szkolenie na wieży spadochronowej w Katowicach. Były to skoki szkolne, pokazowe i propagandowe. 15 kwietnia 1953 jako instruktor spadochronowy, będąc członkiem Aeroklubu Śląskiego, wykonał pierwszy skok na wyremontowanym lotnisku w Gliwicach (będącym wtedy filią szkoleniową tego Aeroklubu), ze spadochronem typu: ST-1, wys. 800 m, z samolotu CSS-13 SP-AOR, pilotowanego przez inst. Ludwika Antonowicza. Od 3 maja 1953 rozpoczął trening skoków z małej wysokości 500–200 m, ze spadochronami typu: ST-1 i LL-8. Skoków tych wykonał ok. 20, jako trening do pokazów lotniczych, które odbyły się na lotnisku w Gliwicach 7 czerwca 1953. Na pokazach tych wykonał skok z 350 m na wolne otwarcie 3 s, spadochron typu: LL-8. Na pokazach tych wykonano również skoki z szyku 5 samolotów oraz skoki z opóźnionym otwarciem 15 s. 21 maja 1954 wykonał skok treningowy z szybowca 2 miejscowego IS-C Żuraw. Pilotem wywożącym był inst. szyb. Alfons Hellebrandt. 8 września 1954 wykonał swój 100 skok ze spadochronem, a 9 września wykonał pierwszy w Polsce skok treningowy z szybowca SZD-9 Bocian, pilotowanego przez Zbigniewa Rawicza. 28 września 1954 wykonał skok z samolotu Piper Cub, pilotowanego przez inst. Ludwika Antonowicza. 4 listopada 1954 został powołany do czynnej służby wojskowej, do Ośrodka Szkolenia Lotniczego nr 5 w Radomiu. Gdzie wykonał 26 skoków z samolotu Li-2. Tam też wykonał skok treningowy ze spadochronem ratowniczym typu: PR-15 (Paraszut rakieta), przeznaczonym do katapultowania się na dużych prędkościach z samolotów odrzutowych. 11 kwietnia 1957 po powrocie z wojska, wspólnie z inst. Sylwestrem Bąkiem kontynuowali szkolenie wyczynowe skoczków spadochronowych Aeroklubu Gliwickiego. W 1957 rozpoczął szkolenie szybowcowe za wyciągarką. Instruktorem był Bogusław Janiszewski i szkolił się na szybowcu IS-C Żuraw. 31 maja 1957 uzyskał Świadectwo Skoczka Spadochronowego. 2 czerwca 1957 wykonał skok z półbeczki sterowanej z samolotu Zlin-26, pilotowanego przez inst. pil. Edmunda Mikołajczyka. 26 czerwca 1957 wraz z instr. spadochronowym Jerzym Łoboddą, wykonał skok z samolotu An-2, pilotowanego przez Wacława Stańskiego, z wysokości 4700 m i opóźnionym otwarciem spadochronu 85 s, ustanawiając rekord Aeroklubu Gliwickiego. 28 czerwca 1957 wykonał skoki do wody na jezioro Dzierżno. Skoki te wykonywali doświadczeni skoczkowie ubiegający się o klasę pierwszą. 1 października 1957 otrzymał uprawnienia pilota szybowcowego klasy III. 14 maja 1958 rozpoczął szkolenie samolotowe na samolocie CSS–13 z instr. Stefanem Studenckim, a 24 maja miał samodzielny wylot. 3 lipca 1958 wykonał skok znad chmur z wysokości 3000 m, z opóźnionym otwarciem 50 s, z samolotu Junak-2, pilotowanego przez pilota Zbigniewa Rawicza. Podczas tego skoku miał lądowanie na osiedlu Trynek, na dachu bloku przy ulicy Asnyka. 14 sierpnia 1958 wykonał pierwszy przelot otwarty szybowcem z Gliwic do Łowini – 110 km. 29 kwietnia 1959 uzyskał Świadectwo Samolotowego Pilota Sportowego wydane przez Ministerstwo Transportu Drogowego i Lotniczego – Zarząd Lotnictwa Cywilnego. W 1962 został powołany do Oficerskiej Szkoły Lotniczej w Dęblinie, gdzie Dowódca Wojsk Lotniczych gen. Jan Frey-Bielecki utworzył eskadrę pilotów szybowcowych z aeroklubów regionalnych w celu eksperymentalnego szkolenia instruktorów szybowcowych dla potrzeb wojska. W październiku 1962 został mianowany na stopień ppor. Wojska Polskiego w korpusie osobowym oficerów lotnictwa. 1 maja 1964 Franciszek Wójcikiewicz, Bernard Kozioł i Emil Witos z samolotu CSS-13, spadochrony typu: ST-5, wys. 800 m i opóźnieniem 5 s, wykonali skok z szyku 3 samolotów. We wrześniu 1970 wykonał pierwszy i jedyny w Polsce skok z pętli zewnętrznej z samolotu Junak-3, pilotowanego przez inst. pilota Stefana Studenckiego. 27 czerwca 1972 wykonał swój 420 skok spadochronowy (ostatni w karierze), z samolotu PZL-101 Gawron, spadochron typu: PD-47, wys. 900 m, opóźnienie 5 s, na gliwickim lotnisku . W 1977 odbył trzymiesięczne przeszkolenie wojskowe w Gliwicach i otrzymał awans do stopnia por. Wojska Polskiego.
Ostatni lot na szybowcach wykonał 22 września 1972. W sumie na szybowcach wykonał 2128 lotów w czasie 758 godz. 06 min. Ostatni lot na samolotach 5 listopada 1972. Na samolotach wykonał 1490 lotów w czasie 398 godz. i 52 min. Łącznie na samolotach i szybowcach wykonał 3618 lotów w czasie 1156 godz. i 58 min. Skoków spadochronowych wykonał 420.
Jako członek Aeroklubu Gliwickiego 8 kwietnia 1963 uzyskał uprawnienia instruktora spadochronowego I klasy, 4 kwietnia 1963 szybowcowego II klasy, 27 września 1966 pilota samolotowego turystycznego klasy I oraz od czerwca 1969 uprawniony był do pełnienia czynności radiotelefonisty pokładowego w języku polskimi z ograniczeniem lotów VFR i jako instruktor społeczny prowadził działalność szkoleniową spadochronową i szybowcową. Za tę działalność został wyróżniony w 1972 przez Zarząd Główny Aeroklubu PRL dyplomem Przodujący Instruktor Szkolenia Lotniczego. Wyróżnił się jako jedyny w Polsce, skokami z samolotów Zlín Z-26 Trenér i Junak-3 z figur akrobacyjnych: Immelmanna i pętli odwróconej. Za swoją działalność lotniczą zdobył: Złotą Odznakę Spadochronową oraz Złotą Odznakę Szybowcową z 2. diamentami. Ponadto Kierownictwo Aeroklubu Gliwickiego przyznało Dyplom za aktywną działalność szkoleniową i Dyplom 50. lecia Aeroklubu Gliwickiego, a Prezes Aeroklubu PRL Dyplom za pracę społeczną na rzecz lotnictwa sportowego. 4 grudnia 2015 Uchwałą nr 2, Nadzwyczajne walne zgromadzenie Aeroklubu Gliwickiego nadało Franciszkowi Wójcikiewiczowi Honorowe Członkostwo Aeroklubu Gliwickiego.
Życie rodzinne:
Syn Franciszka Wójcikiewicza, st. sierż. 2 kompanii, 3. Dywizji Strzelców Karpackich. Żonaty był z Krystyną Wójcikiewicz (ur. 24 lipca 1938, zm. 16 lipca 2014), miał dwóch synów. Pracował na Kopalni Węgla Kamiennego Gliwice, gdzie nadano mu: 4 grudnia 1963 Stopień III Technika Górniczego, 4 grudnia 1969 Stopień II Technika Górniczego, 4 grudnia 1974 Stopień I Technika Górniczego. W uznaniu wybitnych zasług w pracy zawodowej i wzorowej postawy społeczno-moralnej nadano jako sztygarowi oddziału KWK „Gliwice”  Honorową Szpadę Górniczą.
Jego wnuczką jest Anna Kornecka z domu Wójcikiewicz.
Został pochowany 16 lutego 2016 na Centralnym Cmentarzu Komunalnym w Gliwicach.

### Zdobyte odznaki szybowcowe
Odznaki szybowcowe zdobyte przez Franciszka Wójcikiewicza podano za: Tadeusz Lewicki, 60 lat Sekcji Szybowcowej Aeroklubu Gliwickiego 1955–2015, s. 191, 196, 198, 201.
Srebrna odznaka szybowcowa
| Nr odznaki | Czas    | Przewyższenie | Przelot | Data       |
| ---------- | ------- | ------------- | ------- | ---------- |
| 1456       | 5 h 25’ | 1450 m        | 120 km  | 12.10.1958 |

Złota odznaka szybowcowa
| Nr odznaki | Przewyższenie | Przelot | Data       |
| ---------- | ------------- | ------- | ---------- |
| 397        | 3350 m        | 305 km  | 26.06.1962 |

Diamenty za przelot docelowy/po trasie zamkniętej 300 km
| Nr rejestru | Długość przelotu | Data       |
| ----------- | ---------------- | ---------- |
| 492         | 305 km           | 26.06.1962 |

Diamenty za przelot 500 km
| Nr rejestru | Długość przelotu | Data       |
| ----------- | ---------------- | ---------- |
| 262         | 505 km           | 07.07.1968 |

## Odznaczenia
- Order Sztandaru Pracy I klasy (1985)[22]
- Order Sztandaru Pracy II klasy (1981)[23]
- Złoty Krzyż Zasługi (1976)[24]
- Srebrny Krzyż Zasługi (1971)[25]
- Medal 40-lecia Polski Ludowej (1984)[26]
- Medal „Za zasługi dla obronności kraju” (1980)[m]
- Medal za Długoletnie Pożycie Małżeńskie (2007)[27]
- Odznaka „Zasłużony Przodownik Pracy Socjalistycznej” (1979)[28]
- Odznaka „Przodownik Pracy Socjalistycznej” (1974)[29]
- Odznaka „Zasłużony Pracownik Kopalni Gliwice i Tytuł Zasłużony Pracownik Kopalni Węgla Kamiennego Gliwice (1984)[n]

## Galeria

Franciszek Ryszard Wójcikiwicz
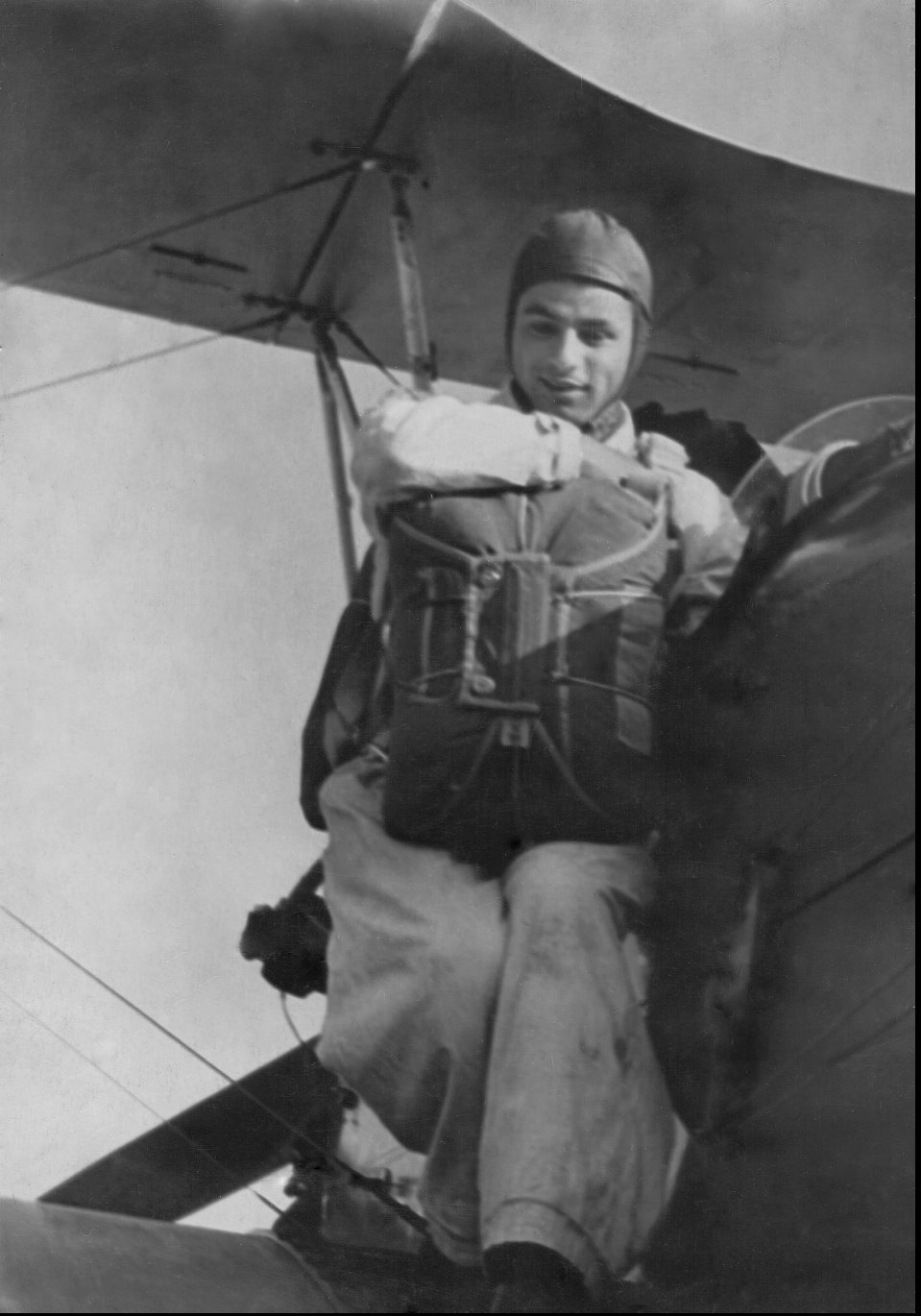
(lata 50. XX w.)
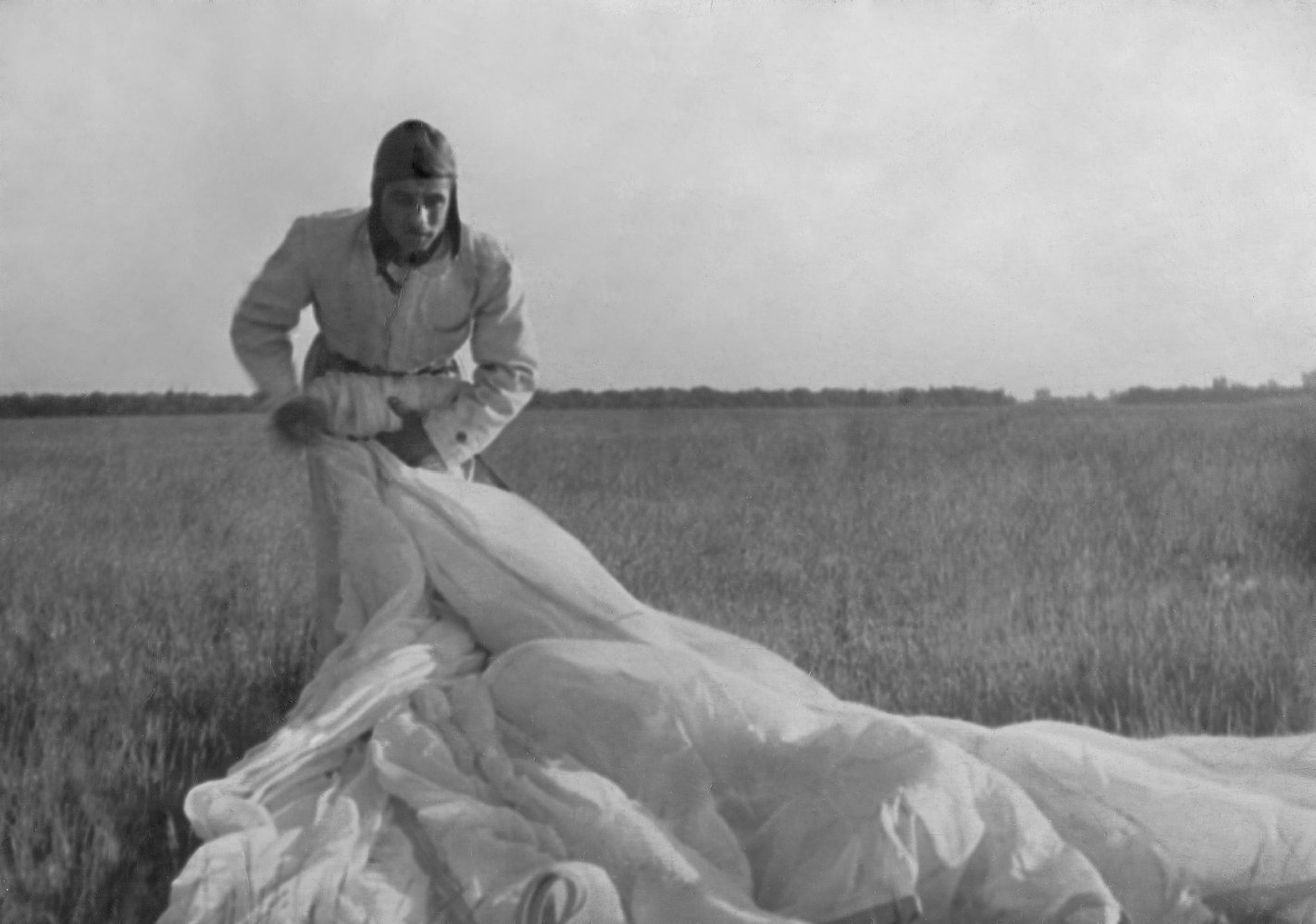
Zwijanie czaszy spadochronu na gliwickim lotnisku (lata 50. XX w.)
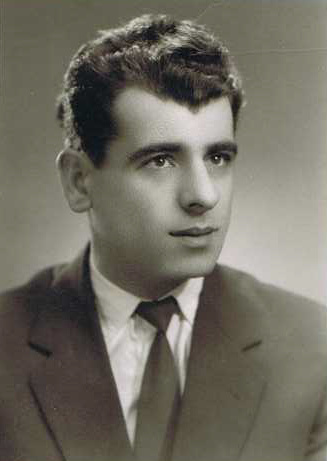
(1959)